# Bettainvillers
Bettainvillers é uma comuna francesa na região administrativa de Grande Leste, no departamento de Meurthe-et-Moselle. Estende-se por uma área de 4,53 km². Em 2010 a comuna tinha 403 habitantes (densidade: 89 hab./km²).